# Microcebus simmonsi
Lêmure-rato-de-simmons (Microcebus simmonsi) é uma espécie  de lêmure pertencente à família Cheirogaleidae.